# (20273) 1998 FO37
A (20273) 1998 FO37 a Naprendszer kisbolygóövében található aszteroida. A LINEAR projekt keretében fedezték fel 1998. március 20-án.